# Gunung Sabatai
Gunung Sabatai är ett berg i Indonesien. Det ligger i den nordöstra delen av landet, 2 600 km öster om huvudstaden Jakarta. Toppen på Gunung Sabatai är 1 154 meter över havet, eller 66 meter över den omgivande terrängen. Bredden vid basen är 1,8 km. Gunung Sabatai ligger på ön Pulau Morotai.
Terrängen runt Gunung Sabatai är huvudsakligen kuperad. Runt Gunung Sabatai är det glesbefolkat, med 14 invånare per kvadratkilometer. Det finns inga samhällen i närheten. I omgivningarna runt Gunung Sabatai växer i huvudsak städsegrön lövskog.